# دی‌وی‌دی
دی‌وی‌دی (به انگلیسی: DVD) (مخفف رایج برای دیسک ویدئویی دیجیتال) (به انگلیسی: Digital Video Disc) یا دیسک پرکاربرد دیجیتال (به انگلیسی: Digital Versatile Disc) یک فرمت ذخیره‌سازی اطلاعات دیسک نوری دیجیتال است که در سال ۱۹۹۵ اختراع شد و گسترش یافت و برای اولین بار در تاریخ ۱ نوامبر ۱۹۹۶، در ژاپن منتشر شد. این رسانه می‌تواند هر نوع داده دیجیتالی را ذخیره کند و به‌طور گسترده‌ای برای ذخیره برنامه‌های ویدیویی (تماشا شده با استفاده از پخش‌کننده دی‌وی‌دی)، نرم‌افزارها و دیگر فایل‌های رایانه‌ای استفاده می‌شود. دی‌وی‌دی‌ها ظرفیت ذخیره‌سازی قابل توجه بالاتری نسبت به لوح‌های فشرده (CD)، با وجود ابعاد یکسان دارند. یک دی‌وی‌دی تک‌لایه استاندارد امکان ذخیره اطلاعات را تا ۴٫۷ گیگابایت، و یک دی‌وی‌دی دولایه تا ۸٫۵ گیگابایت دارد. انواع مختلف دی‌وی‌دی می‌توانند تا حداکثر ۱۷٫۰۸ گیگابایت را ذخیره کنند.

## دی‌وی‌دی‌های قابل اطمینان
وقتی می‌خواهید یک دی‌وی‌دی بخرید باید دقت کنید که دستگاه پخش دی‌وی‌دی شما کدام نوع دی‌وی‌دی را پشتیبانی می‌کند تا دچار مشکل نشوید. برای خرید دی‌وی‌دی همچنین باید نوع نیاز خود را نیز در نظر بگیرید؛ مثلاً: برای به وجود آوردن یک نسخه پشتیبان از برنامه‌های روی هارد رایانه‌تان DVD-RAM مناسب‌ترین گزینه‌است یا برای دی‌وی‌دی که قابل پخش توسط دستگاه‌های پخش دی‌وی‌دی خانگی باشد DVD-R بهترین انتخاب است. پس به شما توصیه می‌کنیم همیشه مطمئن شوید دی‌وی‌دی پلیرتان آن نوع خاص دی‌وی‌دی که مد نظر شماست را پشتیبانی می‌کند.
این موضوع معمولاً در مشخصات دی‌وی‌دی پلیر در دفترچهٔ راهنمای آن درج شده‌است.
در این‌جا به توضیحی کوتاه در مورد هر نوع می‌پردازیم:
DVD-RAM مخفف:DVD Random Access Memory،
در هر طرف ۴٫۷ گیگابایت ظرفیت ثبت اطلاعات را دارد. همچنین یک DVD-RAM می‌تواند دو رویه باشد و ظرفیتی برابر ۹٫۴ گیگابایت فضا برای ذخیره داشته باشد و قابلیت overwritting را تا ۱۰۰۰ بار داراست.
DVD-R:
خود بر دو نوع است Autuering و General use
DVD-R ظرفیتی برابر ۴٫۷ گیگابایت در هر طرف دارد. نوع Authering آن برای پاسخ به نیاز حرفه‌ای‌ها و پدیدآورندگان نرم‌افزارها به وجود آمد و نوع General آن برای تجارت و استفاده
مصرف‌کنندگان به وجود آمد.
DVD-R تنها یک بار رایت می‌شود و هر دو نوع آن توسط اکثریت DVD Playerها پشتیبانی می‌شود. این استاندارد توسط شرکت‌های پاناسونیک، توشیبا، اپل، هیتاچی، NEC، پایونیر، سامسونگ و شارپ پشتیبانی می‌شود.
DVD-RW این نوع از دی‌وی‌دی نوع قابل رایت مجدد می‌باشد و ظرفیت آن ۴٫۷ گیگابایت در هر طرف است و قابلیت رایت مجدد تا ۱۰۰۰ بار را داراست.
عمر اطلاعات ذخیره شده روی این نوع از دی‌وی‌دی بین ۳۰ تا ۵۰ سال می‌باشد. یادآوری می‌شود که استفاده اصلی این نوع دی‌وی‌دی‌ها برای ضبط ویدئوها است.
DVD +R: این نوع نیز مانند حالت DVD-R است ولی توسط شرکت‌های فیلیپس، سونی، هیولت پاکارد، بل، ریکو، یاماها و سایر تولیدکنندگان DVD پشتیبانی می‌شود.
DVD+RW این نوع شباهت زیادی با DVD-RW دارد اما مورد مصرف آن video فایلها یا DATA از هر نوع یا ترکیبی از این دو است.
DVD+R تنها یک بار رایت می‌شود اما در بقیهٔ خصوصیات با DVD+RW مشترک است.

## DVD-ROM
از این نوع دی‌وی‌دی می‌توان صرفاً به‌منظور خواندن استفاده گردد. فیلم‌هایی که خریداری یا اجاره می‌شوند، بر روی این نوع رسانه ذخیره می‌شوند.
این نوع از DVD یک بار نوشته شده و بارها خوانده می‌شود. این نوع بیشتر در کمپانی‌های فیلمسازی استفاده شده و به بازار عرضه می‌شود. به بیان دیگر این نوع از DVD، توسط یک الگوی از پیش طراحی شده، از ابتدای تولید به نحوی تولید می‌شوند که دیگر نیازی به رایت نداشته و از همان ابتدا حاوی اطلاعات است.

## DVD-R / DVD+R
بر روی این نوع دی‌وی‌دی، می‌توان صرفاً یک مرتبه اطلاعاتی را ذخیره نمود (نوشتن یک مرتبه) از رسانه ذخیره‌سازی فوق، به‌منظور ذخیره داده‌های گرافیکی با ظرفیت بالا، ویدئوهای موزیک، صوت و فیلم استفاده می‌شود. امکان نوشتن اطلاعات بر روی این نوع دی‌وی‌دی صرفاً یک مرتبه وجود دارد.
- خصوصیات DVD-R: به‌منظور نوشتن اطلاعات بر روی این نوع DVD می‌بایست از درایوهایی با نوع R - و برای خواندن اطلاعات از درایوهای R - و R + استفاده گردد.
- خصوصیات DVD+R: بر روی این نوع دی‌وی‌دی می‌توان یک ویدئو به مدت دو ساعت در حالت SP یا چهار ساعت در حالت EP را ذخیره نمود.

به‌منظور نوشتن بر روی رسانه ذخیره‌سازی فوق می‌بایست از درایوهایی با نوع R + و برای خواندن اطلاعات از درایوهای R - یا R + استفاده گردد.

## DVD-RW / DVD+RW
DVD-RW یا DVD+RW. بر روی این نوع دی‌وی‌دی، امکان نوشتن اطلاعات به دفعات وجود دارد (نوشتن چندین مرتبه). از رسانه ذخیره‌سازی فوق، به‌منظور ذخیره داده‌های گرافیکی با ظرفیت بالا، ویدئوهای موزیک، صوت و فیلم استفاده می‌شود. بر روی این نوع دی‌وی‌دی می‌توان تا یکهزار مرتبه اطلاعاتی را ذخیره نمود.

خصوصیات DVD-RW: به منظور نوشتن اطلاعات بر روی این نوع دی‌وی‌دی می‌بایست از درایوهای R - و برای خواندن اطلاعات از درایوهایی R - یا R+ استفاده گردد.

خصوصیات DVD+RW: این نوع دی‌وی‌دی قادر به ذخیره‌سازی دو ساعت اطلاعات MPEG2 می‌باشند. به‌منظور نوشتن اطلاعات بر روی این نوع دی‌وی‌دی می‌بایست از درایوهای R + و برای خواندن اطلاعات از درایوهایی R - یا R+ استفاده گردد.

## ویژگی‌های دی‌وی‌دی و چگونگی کارکرد
کارکرد یک دی وی دی ساده:
یک دی وی دی از چندین لایه پلاستیکی به ضخامت حدود 1.2 میلی‏متر تشکیل شده است. هر لایه با قالب‏گیری تزریقی پلاستیک پلی‏کربنات ایجاد ‌می‏‏شود. این فرآیند دیسکی را تشکیل ‌می‏‏دهد که دارای برجستگی‌‏ها‏‏ی میکروسکوپی است که به صورت یک مسیر مارپیچی منفرد، پیوسته و بسیار طولانی از داده‌‏ها‏‏ مرتب شده‏اند.
هنگا‌می‏‏که قطعات شفاف پلی‏کربنات تشکیل شدند، یک لایه بازتابنده نازک روی دیسک لایه‏نشانی می‏‏شود و برجستگی‌‏ها‏‏ را ‌می‏‏پوشاند. آلومینیوم در پشت لایه‌های داخلی استفاده می‌شود، اما یک لایه طلایی نیمه بازتابنده برای لایه‌های بیرونی استفاده می‌شود که به لیزر اجازه می‌دهد از طریق لایه‌های بیرونی و روی لایه‌های داخلی تمرکز کند. بعد از اینکه همه لایه‌‏ها‏‏ ساخته شدند، هر کدام با رنگ پوشانده ‌می‏‏شوند، به هم فشرده ‌می‏‏شوند و تحت نور مادون قرمز پخت ‌می‏‏شوند. برای دیسک‌های یک‌طرفه، برچسب روی قسمت غیرقابل خواندن پوشانده می‌شود. دیسک‌‏ها‏‏ی دو طرفه فقط روی قسمت غیرقابل خواندن نزدیک سوراخ وسط چاپ ‌می‏‏شوند.
از مهم‌ترین ویژگی‌های مرتبط با دی‌وی‌دی، می‌توان به موارد زیر اشاره نمود:

### دی‌وی‌دی با قابلیت نوشتن یک مرتبه
درایو دی‌وی‌دی انتخابی، می‌بایست قادر به ذخیره‌سازی اطلاعات بر اساس یکی از دو فرمت رقابتی موجود باشد: دی‌وی‌دی-R (حمایت شده توسط درایوهای دی‌وی‌دی-RAM و دی‌وی‌دی-R و تمامی درایوهای دی‌وی‌دی-RW) و دی‌وی‌دی+R (حمایت شده توسط آخرین تکنولوژی مربوط به درایوهای دی‌وی‌دی+RW). در حال حاضر بالاترین سرعت برای درایوهای دی‌وی‌دی-R و دی‌وی‌دی+R معادل ۱۶X می‌باشد. در درایوهای دی‌وی‌دی-R قبلی، حداکثر سرعت ۲X و در درایوهای دی‌وی‌دی+R حداکثر سرعت ۴ / ۲ بوده‌است. رسانه ذخیره‌سازی با قابلیت نوشتن یک مرتبه، بهترین گزینه برای ایجاد ویدئوی‌های دی‌وی‌دی به‌منظور استفاده در یک player می‌باشند. کارشناسان فنی برآورد نموده‌اند که دی‌وی‌دی‌های با قابلیت نوشتن یک مرتبه، با ۸۵ درصد playerهای مطرح، سازگار می‌باشند. دیسک‌هایی که دارای سرعت ۴X می‌باشند را نمی‌توان در درایوهای قدیمی دی‌وی‌دی-R/-RW با سرعت ۲X، استفاده نمود. تعداد زیادی از درایوهای فوق، تولیده شده توسط Pioneer، در زمان استفاده از دیسک‌های ۴X دچار مشکل می‌شوند. بدین منظور، می‌توان fireware مربوط را از سایت Pioneer دریافت و با ارتقاء سیستم، مشکل فوق را برطرف نمود.

### دی‌وی‌دی با قابلیت نوشتن چندین مرتبه
فرمت این نوع دیسک‌ها دی‌وی‌دی+RW، دی‌وی‌دی-RW و دی‌وی‌دی-RAM می‌باشد. فرمت دی‌وی‌دی-RAM دارای سازگاری به مراتب کمتری نسبت به دو فرمت دیگر بوده ولی برای گرفتن Backup مناسب می‌باشد. . دی‌وی‌دی -RAM به دو صورت با محافظ (به‌صورت کارتریج) و بدون محافظ در دسترس می‌باشد. اکثر درایوهای دی‌وی‌دی-RW دارای سرعت کمتری نسبت به دی‌وی‌دی+RW می‌باشند. سرعت ذخیره (نوشتن) اطلاعات که بر روی رسانه‌های ذخیره‌سازی دی‌وی‌دی-R بالغ بر ۴X می‌باشد در دیسک‌های دی‌وی‌دی-RW به ۲X کاهش پیدا می‌کند. کارشناسان برآورد نموده‌اند که بیش از شصت درصد از دیسک‌های دی‌وی‌دی-RW و دی‌وی‌دی+RW با دی‌وی‌دی Player و داریوهای دی‌وی‌دی، سازگار می‌باشند.

### درایوهای داخلی در مقابل درایوهای خارجی
قیمت درایوهای داخلی کمتر از درایوهای خارجی می‌باشد. درایوهای خارجی از اینترفیس های(FireWire (IEEE۱۳۹۴ یا USB ۲٫۰ به منظور ارتباط با کامپیوتر استفاده می‌نمایند. برخی تولیدکنندگان از دو اینترفیس یادشده در محصولات خود استفاده می‌نمایند.

### ذخیره اطلاعات بر روی دیسک‌های DVD-RW
اکثر درایوهای دی‌وی‌دی با قابلیت نوشتن مجدد، قادر به نوشتن اطلاعات بر روی دیسک‌های CD-R و CD-RW می‌باشند (قابلیت فوق، در درایوهای دی‌وی‌دی-RAM و دی‌وی‌دی-R وجود ندارد). سرعت ذخیره‌سازی در درایوهای فوق پائین می‌باشد، مثلاً درایو دی‌وی‌دی-RW مدل DVR-A۰۴، مربوط به شرکت Pioneer اطلاعات را بر روی دیسک‌های CD-R با سرعت ۸X ذخیره می‌نماید. درایوهای مدل DRU-510A تولید شده توسط شرکت سونی، توانایی ذخیره‌سازی اطلاعات با سرعت ۲۴X را دارد.

### نرم‌افزار
به‌همراه تمامی درایوهای عرضه شده، نرم‌افزارهای لازم نظیر: Sonic's MY دی‌وی‌دی (ایجاد منوها و تبدیل ویدئوهای آنالوگ به MPEG۲ تا بتوان از آنان در یک دی‌وی‌دی Player استاندارد، استفاده نمود) نیز ارائه می‌شود. تمامی درایوها امکان ایجاد دی‌وی‌دی‌های داده را با استفاده از نرم‌افزارهای ارائه شده نیز فراهم می‌نمایند. (نظیر برنامه RecordNow Max که امکان نوشتن داده بر روی یک دیسک با قابلیت نوشتن را فراهم می‌نماید). برخی از تولیدکنندگان نظیر HP و سونی نرم‌افزارهایی را به‌منظور ویرایش و Backup گرفتن از اطلاعات به همراه محصول خود ارائه نموده‌اند.

## سرعت دی‌وی‌دی

### نوشتن یک مرتبه
حداقل ۱X or 2X دی‌وی‌دی-R پیشنهادی: ۲٫۴X دی‌وی‌دی+R or 4X دی‌وی‌دی-R, 4X دی‌وی‌دی+R دیسک‌های دی‌وی‌دی با قابلیت نوشتن یک مرتبه که دو نوع دی‌وی‌دی-R و دی‌وی‌دی+R را شامل می‌شود، سازگارترین فرمت دی‌وی‌دی در حال حاضر می‌باشد. ویژگی فوق، زمانیکه قصد استفاده از آنان در دی‌وی‌دی Playerها وجود داشته باشد، حائر اهمیت می‌باشد. در زمان انتخاب درایو دی‌وی‌دی لازم است به این نکته دقت شود که درایو انتخابی از نسل قدیمی (نسل اول) درایوهای دی‌وی‌دی+RW نباشد. سرعت، معیار دیگری در انتخاب یک درایو بوده و می‌بایست درایو انتخابی قادر به حمایت از سرعت ۴X باشد.

### سرعت نوشتن اطلاعات بر روی دی‌وی‌دی با قابلیت نوشتن چندین مرتبه
حداقل ۱X دی‌وی‌دی-RAM, 2X دی‌وی‌دی-RW, 2.4X دی‌وی‌دی+RW پیشنهادی: ۲X دی‌وی‌دی-RAM, 2X دی‌وی‌دی RW, 2.4X دی‌وی‌دی+RW, 4X دی‌وی‌دی+RW در دیسک‌های دی‌وی‌دی-RAM، امکان ذخیره اطلاعاتی بالغ بر ۴ / ۹ گیگابایت وجود خواهد داشت (دو طرف دیسک - کارتریج‌های دیسک). مشکل دیسک‌های فوق، عدم سازگاری اکثریت آنان با درایوهای دی‌وی‌دی-ROM است. دیسک‌های دی‌وی‌دی-RW و دی‌وی‌دی+RW با اکثر درایوهای دی‌وی‌دی-ROMها و دی‌وی‌دی PLAYERها سازگار هستند. سرعت ذخیره‌سازی در دی‌وی‌دی-RW به مراتب کمتر از دی‌وی‌دی+RW است.
سرعت درایوهای دی‌وی‌دی-R می‌تواند با توجه به رسانه ذخیره‌سازی استفاده شده متغیر باشد. اکثر درایوهای دی‌وی‌دی-R دارای سرعت ذخیره‌سازی معادل ۱۶X هستند. در مدل‌های قدیمی یا درایوهای قابل حمل، صرفاً سرعت ۱X یا ۲X حمایت می‌شود. در حال حاضر درایوهای دی‌وی‌دی-RW و دی‌وی‌دی-RAM دارای سرعتی معادل ۱۶X هستند.